# Îles Omicron
Les îles Omicron (en anglais : Omicron Islands, en espagnol : Islotes  Omicron) sont un groupe de petites îles de l'archipel des îles Melchior de l'archipel Palmer en Antarctique. Ce groupe est situé au sud-est de l'île Omega.
Le nom de Omicron (la 15e lettre de l'alphabet grec) a été utilisé sur une cartographie par l'expédition antarctique de la marine argentine en 1942-43.

## Revendications territoriales
L'Argentine intègre l'île dans la province de la Terre de Feu, de l'Antarctique et des îles de l'Atlantique sud. Le Chili l'intègre dans la commune de l'Antarctique chilien de la province de l'Antarctique chilien à la région de Magallanes et de l'Antarctique chilien. Au Royaume-Uni l'île est intégrée au territoire antarctique britannique.
Les trois revendications sont soumises aux dispositions et restrictions de souveraineté du traité sur l'Antarctique. Les îles sont donc nommées :
- Argentine : Islas Capitán Turrado ou Islas Silveyra
- Chili : Grúpo Omicron
- Royaume-Uni : Omicron Islands